# Literatur am Naschmarkt

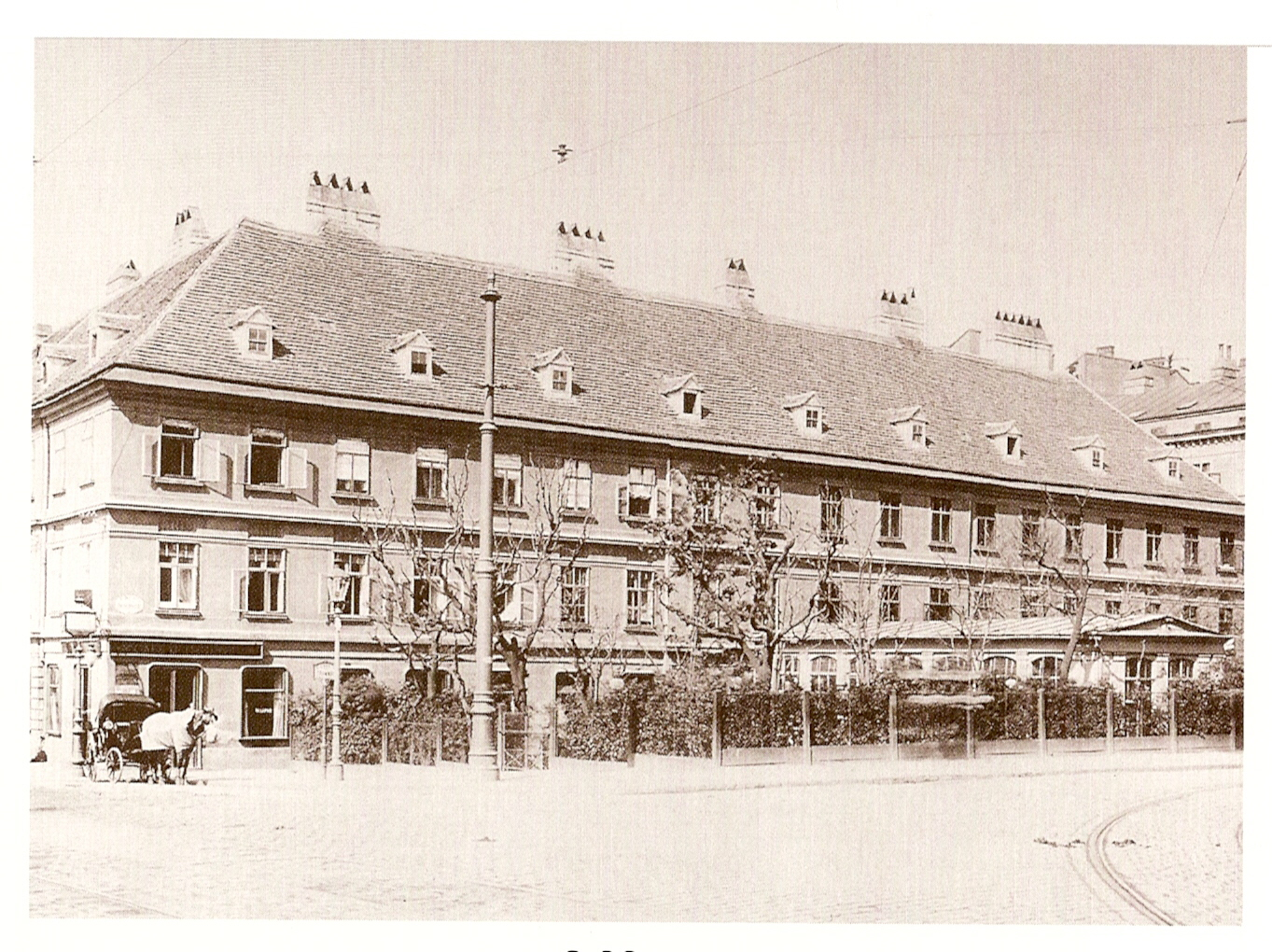
Das Café Dobner um 1900

Die Literatur am Naschmarkt war ein Kabarett am Naschmarkt in Wien.

## Geschichte
Die Literatur am Naschmarkt ging aus dem Bund junger Autoren Österreichs hervor, dessen Obmann Josef Pechacek war. Sie wurde am 3. November 1933 im Café Dobner an der Linken Wienzeile von dem ungarischen Journalisten F. W. Stein, dem Buchhändler Rudolf Weys sowie dem Pianisten Otto Andreas und dem aus Breslau nach Wien geflüchteten Regisseur Martin Magner mit Texten von Rudolf Weys und Harald Peter Gutherz eröffnet.
Von Anfang an wurde das Schwergewicht auf szenische Texte gelegt, so dass die Literatur am Naschmarkt Theatercharakter annahm im Unterschied zu dem wenige Monate zuvor ebenfalls aus dem Bund junger Autoren Österreichs heraus gegründeten Freiluftkabarett Stachelbeere. Der Bund junger Autoren war Rechtsträger, als Direktor fungierte F. W. Stein.
Als charakteristische Darbietungsform wurde das Mittelstück von durchschnittlich 25 bis 40 Minuten Dauer entwickelt, das ein Nummernkabarett umrahmte, wodurch vorher und nachher je eine Pause entstand, in der serviert bzw. abkassiert werden konnte. Die Mittelstücke konnten bis zu einer guten Stunde dauern. Das erste eigenständige Mittelstück A.E.I.O.U. oder Wenn Österreich den Krieg gewonnen hätte schrieb Weys für das fünfte Programm. Autoren waren neben Weys Hans Weigel, Rudolf Spitz, Jura Soyfer, Lothar Metzl, Kurt Nachmann, Franz Paul, Friedrich Torberg und Peter Hammerschlag. Neben Bearbeitungen und eigenen Stücken wurden auch Einakter von Johann Nestroy und im Programm der Spielzeit 1935/36 The Long Christmas Dinner von Thornton Wilder gespielt.
Zu den Darstellern gehörten Carl Merz, Herbert Berghof, Hugo Gottschlich, Heidemarie Hatheyer, Hilde Krahl, Edith Berger,  Franz Böheim, Walter Engel, Leon Epp, Benno Feldmann, Grete Heger, Peter Ihle, Manfred Inger, Lisl Kinast, Robert Klein-Lörk, Paul Lindenberg, Martin Miller, Adolf Müller-Reitzner, Kurt Nachmann, Peter Preses, Trude Reinisch, Gertie Sitte, Rudolf Steinboeck, Lisl Valetti, Walter Varndal, Gerda Waschinsky, Oskar Wegrostek, Susi Witt, Traute Witt, Hans Wlasak und Elisabeth Neumann. Auch Fritz Grünbaum trat mit politischen Texten auf.
In den Sommern 1934, 1936, 1937 ging das Ensemble auf Tournee durch österreichische Ferienorte. In der Saison 1936/37 verfügte das Kabarett zeitweilig über drei Ensembles, von denen eines im Stammhaus spielte, während sich die beiden anderen auf Tournee durch die Tschechoslowakei und Österreich befanden. Bis zum 12. März 1938 brachte die Literatur am Naschmarkt 22 Programme heraus.
Der Anschluss Österreichs beendete die Aktivität. Am Tag nach dem Einmarsch der Wehrmacht in Österreich versammelten sich die Mitglieder im Café Dobner. Dabei stellte sich heraus, dass die Hälfte bereits illegal NSDAP-Mitglieder gewesen waren. Das Ensemble löste sich auf. Ensemblemitglied Adolf Müller-Reitzner gründete 1939 im offiziellen Auftrag ein linientreues Kabarett, das Wiener Werkel, welches bis 1944 und dann noch einmal 1945/46 bestand.